# Mustafa an-Nahhas
Mustafa an-Nahhas, arab. ‏مصطفى النحاس‎ (ur. 15 czerwca 1879 w Prowincji Zachodniej, zm. 23 sierpnia 1965 w Aleksandrii) – egipski prawnik i polityk, premier Egiptu w latach 1928, 1930, 1936–1938, 1942–1944 oraz 1950–1952.

## Życiorys

### Pochodzenie i wczesna działalność
Pochodził z niezamożnej rodziny mieszczańskiej. Edukację rozpoczął w prowadzonej przez Koptów francuskojęzycznej szkole podstawowej w rodzinnej miejscowości, następnie razem z rodziną przeniósł się do Kairu i tam ukończył studia licencjackie w zakresie prawa. Praktykował następnie w kancelarii Muhammada Farida, a następnie rozpoczął własną praktykę w Mansurze. W 1904 został sędzią w sądzie w Tancie i pozostawał na stanowisku do 1919, gdy wstąpił do partii Wafd, sympatyzował bowiem z egipskim ruchem narodowym. W 1921 został przez władze brytyjskie zesłany na Seszele razem z Sadem Zaghlulem, wrócił do kraju po dwóch latach i wszedł do nowo wybranego egipskiego parlamentu. W 1924 wszedł do rządu jako minister komunikacji. W 1926 uzyskał reelekcję. W nowym parlamencie był dwukrotnie wiceprzewodniczącym izby i raz jej przewodniczącym; jego wejściu do rządu skutecznie sprzeciwiali się Brytyjczycy. W partii odgrywał znaczną rolę dzięki zdolnościom organizatorskim, brakowało mu jednak charyzmy Zaghlula.

### Przewodniczący Wafdu

#### Pierwszy rząd
Po śmierci Zaghlula w 1927 został wybrany na przewodniczącego Wafdu. Rok później po raz pierwszy stanął na czele rządu Egiptu. Równocześnie był ministrem spraw wewnętrznych. Król Egiptu Fu’ad I wskazał go na premiera, gdyż chciał w ten sposób podważyć jego autorytet, a być może także udowodnić, iż system parlamentarny jest niewydajny i mógłby zostać porzucony. Rząd okazał się jednak sprawny, a an-Nahhas starał się uspokajać polityczną atmosferę w kraju i zachowywać dobre relacje z Wielką Brytanią. Aby jednak zachować wiarygodność w społeczeństwie, musiał podjąć bardziej radykalne kroki i w lutym 1928 anulował prawo z 1925 ograniczające wolność zgromadzeń. Pod presją angielską musiał się z tej decyzji wycofać, co było klęską jego gabinetu. Kilku ministrów podało się do dymisji. W czerwcu 1928 an-Nahhasa dodatkowo oskarżono na łamach prasy o korupcję, bez podania dowodów tego procederu. Coraz nieprzychylniej odnosił się do niego król, który rozważał przeprowadzenie zamachu stanu, rozwiązanie parlamentu i przejęcie autorytarnych rządów. Ostatecznie jeszcze w tym samym roku an-Nahhas został zdymisjonowany, a nowym premierem został dotychczasowy minister finansów Muhammad Mahmud.

#### Drugi rząd
W 1929 Wafd odniósł po raz kolejny wyraźne zwycięstwo wyborcze, a przewodniczący partii został po raz drugi premierem. Od początku deklarował, iż będzie przeciwstawiał się królowi i bronił konstytucyjnego porządku. Rozpoczął również modernizację kraju, organizując kairską giełdę, reformę taryfy celnej, rozpoczął wdrażanie reformy rolnej i tworzenie prawa pracy. Najważniejszym jednak zadaniem jego gabinetu było podjęcie na nowo rozmów z Brytyjczykami w sprawie wzajemnych stosunków. Początkowo toczyły się one pomyślnie, ostatecznie jednak negocjacje zawieszono z powodu różnych stanowisk w sprawie Sudanu. Nieuzgodnienie nowego traktatu było kolejną polityczną porażką an-Nahhasa. W tym samym czasie, pod wpływem światowego kryzysu, pogorszyła się sytuacja gospodarcza Egiptu. Sytuację wykorzystała Partia Liberalno-Konstytucyjna, apelując do króla o przejęcie politycznej inicjatywy. Fu’ad rozwiązał parlament i mianował nowym premierem wywodzącego się z niej Ismaila Sidkiego, oczekując, że jego rząd przygotuje grunt pod autorytarne rządy samego monarchy. W okresie rządów Sidkiego an-Nahhas stał się jednym z przywódców opozycji, broniącej demokracji i parlamentaryzmu w Egipcie. Kierowany przez niego Wafd w 1931 zjednoczył się z częścią Partii Liberalno-Konstytucyjnej, która nie popierała rządu Sidkiego (on sam wystąpił z partii po objęciu stanowiska premiera). W tym samym roku an-Nahhas razem z trzema innymi byłymi premiera podpisał manifest do narodu, w którym wzywał do obrony konstytucji, by możliwe były dalsze rozmowy z Wielką Brytanią. Bliska współpraca partii opozycyjnych szybko jednak załamała się.

#### Trzeci rząd. Traktat brytyjsko-egipski
W grudniu 1935 na wniosek an-Nahhasa wznowione zostały pertraktacje brytyjsko-egipskie. An-Nahhas stanął na czele delegacji egipskiej, początkowo jako lider opozycji, a następnie jako premier, po tym, gdy Wafd wygrał kolejne wybory w 1936. W trakcie rozmów zmarł król, a tron objął niepełnoletni Faruk, w imieniu którego obowiązki monarchy wypełniała rada regencyjna. Sytuacja taka umożliwiła rządowi an-Nahhasa wprowadzenie szeroko zakrojonego programu reform, ogłoszenie amnestii dla uczestników protestów politycznych po 1930 oraz ogłoszeniu bonifikaty 20% na wszystkie pożyczki udzielone ubogim rolnikom. Premier kontynuował również rozmowy z Brytyjczykami, które zakończyły się podpisaniem traktatu egipsko-brytyjskiego. Gwarantował on stopniowe wycofanie wojsk brytyjskich z Egiptu w ciągu dziesięciu lat, likwidację garnizonu w Kairze (przy zachowaniu oddziałów brytyjskich na Kanale Sueskim i w Aleksandrii), jak również przywrócenie brytyjsko-egipskiego kondominium w Sudanie. Po podpisaniu traktatu Egipt w 1937 wszedł do Ligi Narodów, co de facto czyniło kraj całkowicie niezależnym państwem. Wpływy brytyjskie pozostawały jednak w kraju silne, toteż traktat stał się przedmiotem kontrowersji, także w samym Wafdzie. Na tym tle an-Nahhas usunął z partii krytykujących go Ahmada Mahira, przewodniczącego parlamentu, oraz Mahmuda an-Nukrasziego, ministra transportu. 28 listopada 1937 nieudanego zamachu na an-Nahhasa dokonał członek paramilitarnego oddziału związanego z partią Młody Egipt. W końcu tego samego roku król Faruk zdymisjonował rząd an-Nahhasa.

#### Czwarty rząd
An-Nahhas stanął na czele rządu po raz kolejny w 1942, gdy Brytyjczycy zmusili Faruka do zdymisjonowania gabinetu Alego Mahira z powodu niezadowalającej ich polityki zagranicznej. Król Egiptu początkowo odmawiał spełnienia żądań Londynu i ustąpił dopiero wtedy, gdy oddziały brytyjskie otoczyły jego rezydencję. Interwencja brytyjska wzbudziła niezadowolenie wśród egipskich wojskowych i działaczy narodowych, a przyjęcie przez polityka Wafd stanowiska premiera na życzenie obcego mocarstwa kompromitowało w ich oczach całą partię (mimo jej wcześniejszych zasług dla niepodległości Egiptu).

#### Piąty rząd. Zmiany w polityce zagranicznej
Po raz ostatni an-Nahhas został premierem Egiptu po wygranych przez Wafd wyborach parlamentarnych w 1950. W połowie roku ponownie wznowił rozmowy z Wielką Brytanią w sprawie rewizji traktatu z 1936, domagając się przede wszystkim anulowania sojuszu wojskowego obydwu państw. Żądanie to zostało wysunięte pod naciskiem opinii publicznej. W Egipcie coraz silniejsze były nastroje antybrytyjskie, podczas gdy król Faruk reprezentował poglądy antykomunistyczne, a Stany Zjednoczone i Wielka Brytania żądały od Kairu zacieśnienia współpracy wojskowej z zachodnimi mocarstwami. Ostatecznie rząd an-Nahhasa opowiedział się po stronie neutralności międzynarodowej. 15 października 1951 Egipt wypowiedział traktat z 1936 i traktat o sudańskim kondominium, zaś rząd, z premierem na czele, wziął udział w antybrytyjskiej manifestacji. Rząd podjął również rozmowy ze ZSRR w sprawie paktu o nieagresji. Narastała wrogość wobec Brytyjczyków, atakowane były ich garnizony. 20 stycznia 1952, w czarną sobotę, w zamieszkach w Kairze zginęło kilkudziesięciu obywateli państw europejskich. Po tym wydarzeniu król Faruk zdymisjonował rząd an-Nahhasa.
Dwa miesiące po rewolucji Wolnych Oficerów, 21 września 1952 minister spraw wewnętrznych w nowym rządzie wezwał an-Nahhasa do rezygnacji z działalności publicznej. Stanowiło to zapowiedź likwidacji wszystkich partii, co nastąpiło ostatecznie na początku roku następnego. Pełnię władzy przejęło wówczas wojsko. An-Nahhas został osadzony w areszcie domowym. Zmarł w 1965.